# Heinrich I. (Schweidnitz)

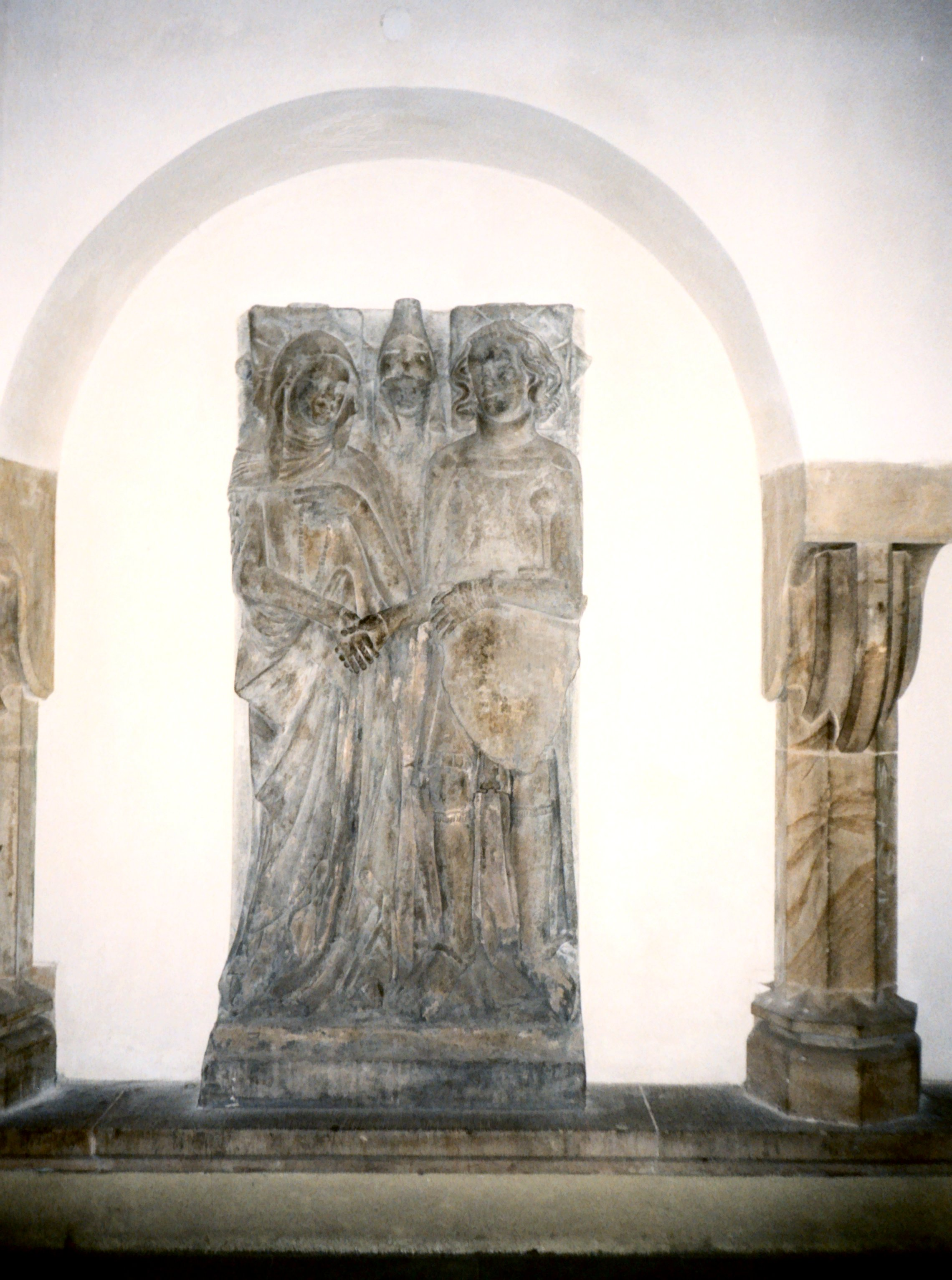
Grabmal von Heinrichs I. und seiner Frau Agnes in Löwenberg

Heinrich I. von Jauer (polnisch Henryk I. Jaworski; tschechisch Jindřich I. Javorský), Herr von Fürstenberg und Jauer (* um 1294; † 15. Mai 1346) war  1312 bis 1346 Herzog von Jauer.

## Herkunft und Familie
Heinrich entstammte dem Geschlecht der Schlesischen Piasten. Seine Eltern waren Herzog Bolko I. von Schweidnitz und Beatrix († 1316), Tochter des Markgrafen Otto V. von Brandenburg. Heinrichs Geschwister waren:
- Bernhard II. († 1326)
- Bolko II. († 1341)
- Judith/Jutta († 1320), verheiratet mit Stephan I. von Niederbayern
- Elisabeth († nach 1341), verheiratet mit Herzog Wratislaw IV. von Pommern
- Anna († 1332/34), Äbtissin des Klarissenklosters in Strehlen

1316 heiratete Heinrich die Přemyslidin Agnes (* 1305, † 1337), eine Tochter des böhmischen Königs Wenzel II. und der Elisabeth Richza von Polen. Agnes war eine Stiefschwester der Elisabeth, die mit Johann von Böhmen verheiratet war, der durch die Heirat Heinrichs Schwager wurde. Agnes brachte die Pfandschaft Königgrätz und die Burg Tzschocha als Mitgift in die Ehe.

## Leben

### Jugend
Heinrich war der dritte Sohn des Herzogs Bolko I. Dieser starb 1301. Heinrich und seine Geschwister waren zu diesem Zeitpunkt noch unmündig. Deshalb standen sie zunächst unter der Vormundschaft ihres Onkels Hermann von Brandenburg, der diese Aufgabe seinem Hauptmann Hermann von Barby (Barboy) übertrug. Nach Erlangung der Volljährigkeit regierte ab 1308 der älteste Bruder Bernhard zugleich für seine jüngeren Brüder.

### Herzogtum Jauer
Durch mehrere Teilungen wurde 1278 Jauer ein eigenes Herzogtum, ging aber bei Vereinigungen bald wieder unter. Heinrich wurde 1312 volljährig und erhielt Jauer, das wieder ein selbständiges Herzogtum wurde. Zu seinem Herrschaftsgebiet gehörten die Städte Bunzlau, Hirschberg, Schönau und Löwenberg, dem er das Privileg des Salzmarkts sowie das Münzrecht für Heller erteilte.

### Territorien in der Nieder- und Oberlausitz
Nach 1319 erhob Heinrich I. Ansprüche auf Gebiete in der östlichen Nieder- und Oberlausitz, die er über seine Mutter nach dem Aussterben der Askanier besaß. In der Oberlausitz gelangte Heinrich nur an das Land Görlitz (das aus den Weichbilden Görlitz, Lauban und dem Queiskreis bestand) sowie an Stadt und Land Zittau (mit den Burgen Oybin und Rohnau), da sein Schwager Johann die restliche Mark Bautzen in Besitz genommen hatte. In der Niederlausitz gelangte er in den Besitz von Sorau, Triebel, Senftenberg und Priebus. 1320 gründete er in Lauban ein Kloster der Magdalenerinnen.
Ein drohender Zusammenstoß der beiden Schwäger wurde im letzten Augenblick durch gütliche Übereinkunft verhindert. 1325 nahm der Luxemburger Johann, König von Böhmen, seine Erwerbungen vom Kaiser Ludwig dem Bayern zum Lehen. In der Ausübung seiner Herrschaft stützte er sich einerseits auf die bekannten lausitzisch-schlesischen Adelsgeschlechter der Biberstein, Seidlitz, Nostitz und andere und andererseits auf die Städte, welche er mannigfach privilegierte. Er konnte diese umstrittene Aneignung brandenburgischen Gebiets jetzt mit großer Zuversicht vorbringen, stand er doch nach seiner tatgräftigen Unterstützung des römisch-deutschen Königs in der Schlacht bei Mühldorf, in gutem Einvernehmen mit dem Wittelsbacher.
Während er Görlitz, für das er im Gegenzug die lebenszeitliche Nutznießung von Trautenau erhielt, bereits 1329 wieder an den böhmischen König Johann abtreten musste, den er damals als seinen Lehnsherrn anerkannt hatte, behielt er Stadt und Land Zittau bis 1337 als Pfand. Mit einem Vertrag von 1337 verpflichtete sich Heinrich, Böhmen gegen jeden Feind zu verteidigen. Gleichzeitig verpflichtete er sich, sofern er keine eigenen Nachkommen haben sollte, seinen Lausitzer Restbesitz testamentarisch an Johann zu übertragen. Als Gegenleistung erhielt Heinrich den Nießbrauch für Glogau und Kanth übertragen.

### Nach seinem Tod
Nach Heinrichs erbenlosem Tod 1346 erhielt sein Neffe Bolko II. das Herzogtum Jauer, gemäß einer Vereinbarung von 1345. Die restlichen Gebiete in Schlesien, der Ober- und der Niederlausitz fielen als erledigtes Lehen an die Krone Böhmen zurück. 1368 starb auch Bolko II. kinderlos und hatte seine Nichte Anna v. Schweidnitz als Erbin eingesetzt, wobei der Ehefrau des Herzogs Bolko II. Herzogin Agnes bis zu ihrem Tod 1392 die Nutznießung der beiden Fürstentümer zustand. Kaiser Karl IV. heiratete nach dem Tod seiner 2. Frau 1353 Anna v. Schweidnitz. Als 1392 das Erbfürstentum an die Krone Böhmen zurückfiel wurde Jauer Hauptstadt des Fürstentums Jauer, das nun von Landeshauptleuten verwaltet wurde.